# رید، قلمرو پایتختی استرالیا
رید (به انگلیسی: Reid) یک حومه شهر در استرالیا است که در قلمرو پایتختی استرالیا واقع شده‌است.